# 버스터 브라운

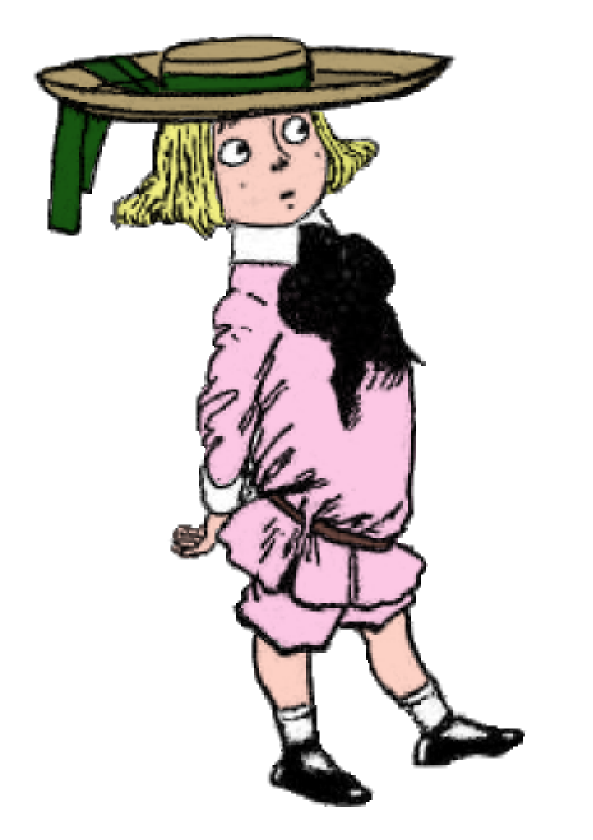

버스터 브라운(Buster Brown)은 리처드 F. 아웃코트가 1902년에 만든 코믹 스트립 등장인물이다. 1904년 브라운 슈 컴패니의 마스코트로 채용되며 버스터 브라운과 애인 메리 제인, 아메리칸 핏불 테리어 개 티게는 20세기 초 미국에서 대중적으로 유명해졌다. 캐릭터의 이름이 남자 아이들이 많이 입는 의복 양식을 버스터 브라운 수트라고 부르는 데 쓰이기도 하였다.